# Liu Boming
Liu Boming (chinesisch 劉伯明 / 刘伯明, Pinyin Liú Bómíng; * 29. Oktober 1966 in Yi’an, Provinz Heilongjiang, Volksrepublik China) ist ein chinesischer Kampfpilot und Raumfahrer.

## Jugend und Dienst in der Luftwaffe
Liu Boming wurde am 29. Oktober 1966 im Dorf Dongsheng (东升村) der damaligen Volkskommune Gutes Omen (兆祥公社, seit April 1984 Gemeinde Hongxing bzw. 红星乡) des Kreises Yi’an der bezirksfreien Stadt Qiqihar, Provinz Heilongjiang, als zweites von sechs Kindern einer Bauernfamilie geboren. Liu Boming besuchte die Grundschule und die Unterstufe des Gymnasiums in der Volkskommune. Er galt zwar als stilles Kind, war aber in jener Zeit immer unter den drei Besten in seiner Klasse. Ab September 1982 besuchte Liu Boming die Oberstufe des 1. Kreisgymnasiums von Yi’an. Für seinen Vater Liu Zhisheng (刘志生) war es unter den Bedingungen der Reform- und Öffnungspolitik jedoch schwierig, allen seinen Kindern eine Schulbildung zu ermöglichen. Um die Gebühren für das Schülerwohnheim zu sparen, fuhr Liu Boming jeden Tag mit einem alten Fahrrad über schlaglochübersäte Feldwege 10 km zur Schule, auch im Winter, der in Heilongjiang Schneestürme und große Kälte bringt. Als Mittagsverpflegung nahm er sich von zu Hause Maisfladen und etwas eingesalzenes Gemüse mit. Um sich das Geld für die Schulgebühren zu verdienen, arbeitete er während der Sommerferien in einer nahegelegenen Ziegelei. Liu Boming hatte schon als Kind gerne Sport getrieben, und die Arbeit dort führte zu einer weiteren körperlichen Kräftigung.
Im Juni 1985, er stand gerade kurz vor dem Abitur, kamen Offiziere der 1. Grundausbildungsschule der chinesischen Luftwaffe, Changchun, an das 1. Kreisgymnasium, um Piloten anzuwerben. Als er hörte, dass er dort ohne Studiengebühren einen Hochschulabschluss machen konnte und der Staat alle Kosten für Verpflegung, Kleidung etc. übernahm, meldete er sich für die Aufnahmeprüfung, zur großen Freude seines Vaters, der damit eine Sorge weniger hatte. Liu Boming bestand die Musterung und wurde an der Fliegerschule aufgenommen. Nach einer zweijährigen Grundausbildung wechselte er zusammen mit seinem späteren Raumfahrerkollegen Zhai Zhigang, der mit ihm zusammen im Juni 1985 in Changchun die Pilotenausbildung begonnen hatte, an die 3. Pilotenakademie der chinesischen Luftwaffe in Jinzhou, wo die beiden im Mai 1989 als Kampfpiloten graduierten. 
Ebenso wie Zhai Zhigang wurde er zu einem Jagdgeschwader auf einer Luftwaffenbasis in der damaligen Großgemeinde Yangcun (杨村镇) im Kreis Wuqing von Tianjin versetzt, wo er die Shenyang J-8 flog und im weiteren Verlauf zum Staffelführer aufstieg. Vier der 14 Raumfahrer der ersten Auswahlgruppe des Raumfahrerkorps hatten auf dieser Basis Dienst getan.
Liu Boming absolvierte insgesamt 1050 unfallfreie Flugstunden, wofür ihm das Tätigkeitsabzeichen Militärluftfahrzeugführer der Stufe I verliehen wurde. Im September 1990 trat er in die Kommunistische Partei Chinas ein, sein letzter Dienstgrad bei der Luftwaffe war Oberstleutnant.

## Dienst im Raumfahrerkorps
Am 5. Januar 1998 wurde Liu Boming nach einem mehrstufigen Auswahlverfahren in das Raumfahrerkorps der Volksbefreiungsarmee aufgenommen.
Im September 2003, als er gerade mit seinen Kollegen intensiv für Chinas erste bemannte Mission Shenzhou 5 trainierte, erfuhr er, dass seine Mutter gestorben war. Er verfiel in schwere Depressionen und kam für einen Raumflug nicht mehr in Frage. Als seine Depressionen nach einem halben Jahr immer noch anhielten, überredeten ihn seine Frau und die anderen Raumfahrer, psychologische Hilfe in Anspruch zu nehmen. Die Behandlung zeigte Wirkung – nach einem weiteren halben Jahr war er wieder voll einsatzfähig. 
Anfang 2005 wurde Liu Boming zum Oberst befördert, und im Juni 2005 wurde er zusammen mit seinem Partner Jing Haipeng – die Raumfahrer trainierten in festen Zweierteams – als eine der drei möglichen Besatzungen für Shenzhou 6 ausgewählt. Am 12. Oktober 2005 waren es dann zwar Fei Junlong und Nie Haisheng, die bei Chinas zweitem Raumflug ins All abhoben, aber drei Jahre später, bei Shenzhou 7, war Liu Boming dann Teil der endgültigen Mannschaft.
Im Juni 2008 wurde er zusammen mit Jing Haipeng und Zhai Zhigang für diesen Flug ausgewählt.

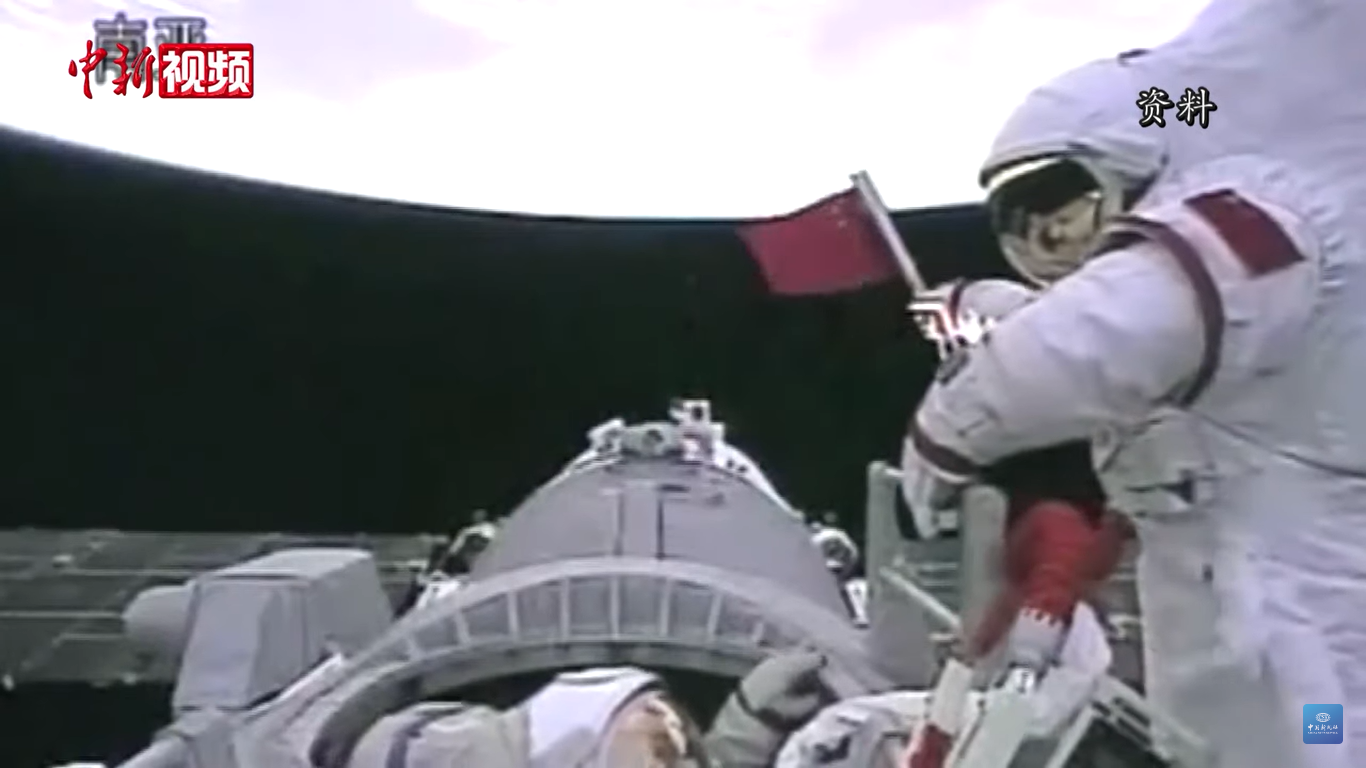
Zhai Zhigang mit chinesischer Fahne. In der Luke Liu Boming.

Am 27. September 2008, zwei Tage nach dem Start vom Kosmodrom Jiuquan, wurde bei dieser Mission Chinas erster Außenbordeinsatz durchgeführt. Während Zhai Zhigang mit einem Feitian-Raumanzug das ohne Schleuse zum Weltall offene Orbitalmodul verließ, blieb Liu Boming, der einen russischen Orlan-Raumanzug trug, im Inneren des Raumschiffs. Zhai Zhigang war  mit zwei Leinen gesichert, so brauchte sich Liu Boming nur mit dem Oberkörper durch die etwa 80 cm große Luke strecken und Oberst Zhai eine chinesische Flagge zu reichen. Nach 14 Minuten war der Einsatz erfolgreich beendet.
Da Liu Boming das Orbitalmodul nicht vollständig verlassen hatte, wird dieser Einsatz in China nicht als Außenbordeinsatz gewertet. Bei der Mission Shenzhou 12 absolvierte er jedoch am 4. Juli 2021 auf der Chinesischen Raumstation einen wirklichen, etwa sechseinhalbstündigen Außenbordeinsatz, bei dem er zusammen mit seinem Kollegen Tang Hongbo am mechanischen Arm der Station eine Fußverankerungsplattform montierte und anschließend eine der Außenkameras der Station auf einen erhöhten Sockel setzte, um ihr ein besseres Sichtfeld zu verschaffen.
Auch beim zweiten, knapp sechs Stunden dauernden Außenbordeinsatz dieser Mission am 20. August 2021 war Liu Boming beteiligt. Zusammen mit Nie Haisheng montierte er eine Pumpeneinheit für das Kühlsystem der Station und eine Werkzeugkiste für die Montage der Wissenschaftsmodule, die im folgenden Jahr stattfand. Auch eine weitere Außenkamera wurde bei diesem Einsatz auf einen erhöhten Sockel gesetzt.
Liu Boming, seit 2015 Generalmajor, ist seit 1993 mit der Kindergärtnerin Zhang Yao (张瑶) verheiratet, der Tochter der damaligen Direktorin des 1. Kreisgymnasiums von Yi’an. Im folgenden Jahr kam ihre Tochter auf die Welt.